# أهل الذمة
أهل الذمة هو مصطلح فقهي إسلامي يقصد به كلا من النصارى واليهود أهل الكتاب وأصحاب الديانات الأخرى الذين يعيشون تحت الحكم الإسلامي أو في البلاد ذات الأغلبية المسلمة.

## تعريف
والمقصود بأنهم «أهل ذمة» هو كونهم تحت الحماية الإسلامية ومسؤولية الدولة. ولا تقصر الشريعة الإسلامية تلك المسؤولية على الدولة فقط ولكن تصرفها أيضا على المواطن المسلم فلا يجوز للمسلم الاعتداء أو الإساءة لأحد من أهل الذمة تحت عذر أنه من غير المؤمنين بالقرآن أو برسول الإسلام محمد بن عبد الله وإنما أوضحت الشريعة أن مسألة الإيمان يحاسب عليها الله وحده يوم القيامة.
قال رسول الله: «من قتل معاهدا لم يرح رائحة الجنة، وإن ريحها لتوجد من مسيرة أربعين عاما».
ومن المواقف التاريخية التي تؤكد تحكيم المسلمين لتلك النصوص وعدم التغاضي عنها موقف ابن تيمية عندما فاوض المغول على أسرى من المدنيين قد أسروهم في هجماتهم على المدن في سوريا. وقد حاولوا تسليم الأسرى المسلمين فقط دون أهل الكتاب والاحتفاظ بهم كعبيد فقال لهم المفاوض: أهل الذمة (يقصد أهل الكتاب) قبل أهل الملة (يقصد المسلمين) أي أنه يطلب تسليم المسيحيين واليهود قبل المسلمين. قبلت مدرستان من أصل أربع مدارس للشريعة الإسلامية، وهي الحنفية والمالكية، أن يكون المشركون من غير العرب مؤهلين للحصول على وضع أهل الذمة.
والأحكام المترتبة على أهل الذمة مذكورة باختصار في جمل الأحكام.

## سياسة الجزية
الجزية من جزى يجزي، إذا كافأ عما أسدى إليه، وهي مال يدفعه أهل الكتاب، ومن يلحق بهم، إلى المسلمين مقابل حق أو خدمة أو واجب يقوم به الطرف الأخر، وقد فرضت في مقابل أن يقوم المسلمون بحمايتهم، حيث لم يكن مسموحا لأهل الكتاب بالانتظام بالجيش. وذلك لأن أهل الكتاب هم جزء من الدولة الإسلامية، يعيشون في كنفها، ويستمتعون بخيراتها، والدولة الإسلامية عليها أن تكفل لهم الحماية والأمن وسبل المعيشة الكريمة.
كذلك فإنه واجب على المسلم القتال والجهاد دفاعا عن البلاد بينما الذمي له الأمن والحماية، فالجزية جزاء حمايتهم وكفايتهم، فهم يكفون مؤنة القتال مع المسلم، فالدولة الإسلامية لها حدود وثغور، وتحتاج إلى مقاتلين يدافعون عنها ويحافظون على حدودها، ويؤمنون أهلها، والذي يقوم بهذا الدور إنما هم المسلمون، لأنهم يؤمنون بمبدأ دولتهم ويعلمون أن الجهاد فرض عليهم، ويعلمون ما للجهاد من فضل يزيد عن أجر صائم النهار وقائم الليل، فهم يجاهدون عن عقيدة، وليس ثمة شيء من هذا لدى أهل الكتاب، لذا لا يجبرهم الإسلام على أن يقاتلوا مع المسلمين، وكيف يجبر الإسلام أناسا على أن يحملوا أرواحهم على أكفهم في سبيل دين لا يؤمنون به، وبمبادئ لا يعتنقونها؟ ومن ثم خفف عنهم عبء القتال بأنفسهم، فبقى المقابل أن يقدموا شيئا من أموالهم في سبيل حماية الدولة التي يعيشون في كنفها وظلالها.
وفي الحاضر أتيحت الفرصة لأهل الكتاب أن يقاتلوا مع المسلمين، فسقطت عنهم الجزية، لأنها شرعت في مقابل الدفاع عنهم، فبقيامهم بواجب الدفاع عن أنفسهم مع الدولة الإسلامية الكبرى التي يعيشون في ظلالها، فإن الجزية تسقط عنهم. وإذا كان الإسلام قد فرض جزء قليلا من المال على أهل الكتاب يؤخذ باسم الجزية، فإنه قد فرض على المسلمين تبعات أكثر وأوسع.

## من يُعفى من الجزية
أعفى الإسلام من أداء الجزية النساء والصبيان والمساكين والرهبان وذوي العاهات، فلا تجبى الجزية من امرأة ولا فتاة، ولا صبي، ولا فقير، ولا شيخ، ولا أعمى، ولا أعرج، ولا راهب، ولا مختل في عقله. بل زاد الإسلام فتكفل بالإنفاق على من شاخ وعجز من أهل الذمة. وكتب عمر بن عبد العزيز إلى عدي بن أرطاة عامله على البصرة: 
.
كما تسقط الجزية عن الذمي إذا أسلم، وتُفرض عليه الزكاة كسائر المسلمين.

## ارتباطها بالدفاع عن أهل الكتاب
ترتبط الجزية بتأمين أهل الكتاب، ولذلك يجب رد الجزية لأهلها عند عدم تحقيق الأمن. ويمكن الحكم على مدى اعتراف المسلمين الصريح بهذا الشرط من تلك الحادثة التي وقعت في حكم الخليفة عمر. لما حشد الإمبراطور هرقل جيشا ضخما لصد قوات المسلمين، كان لزاما على المسلمين نتيجة لما حدث، أن يركزوا كل نشاطهم في المعركة التي أحدقت بهم. فلما علم بذلك أبو عبيدة قائد جيش المسلمين، كتب إلى عمال المدن المفتوحة في الشام يأمرهم بأن يردوا عليهم ما جبي من الجزية من هذه المدن، وكتب إلى الناس يقول: «إنما رددنا عليكم أموالكم؛ لأنه بلغنا ما جمع لنا من الجموع وإنكم قد اشترطتم علينا أن نمنعكم وإنا لا نقدر على ذلك، وقد رددنا عليكم ما أخذنا منكم ونحن لكم على الشرط، وما كتبنا بيننا وبينكم إن نصرنا الله عليكم.» وبذلك ردت مبالغ طائلة من مال الدولة، فدعا المسيحيون بالبركة لرؤساء المسلمين، وقالوا: «ردكم الله علينا ونصركم عليهم (أي على الروم)، فلو كانوا هم لم يردوا علينا شيء وأخذوا كل شيء بقي لنا».

## الجزية عبر التاريخ
لم يستحدث المسلمون الجزية بل سبقهم لها يونان أثينا الذين فرضوها على سكان سواحل آسيا الصغرى حوالي القرن الخامس قبل الميلاد، مقابل حمايتهم من هجمات الفينيقين، وفينيقية يومئذ من أعمال الفرس، فهان على سكان تلك السواحل دفع المال في مقابل حماية الرؤوس.
كما فرضها الرومان على الأمم التي اخضعوها، وكانت أكثر بكثير مما وضعه المسلمون بعدئذ، فإن الرومان لما فتحوا (فرنسا) وضعوا على كل واحد من أهلها جزية يختلف مقدارها ما بين 9 جنيهات، و15 جنيها في السنة، أو نحو سبعة أضعاف جزية المسلمين.و كانت تؤخذ من الأشراف، عنهم وعن عبيدهم وخدمهم. وكان الفرس أيضا يجبون الجزية من رعاياهم.
وقد ورد في العهد القديم الذي يؤمن به اليهود والنصارى عن نبي الله داود: «وقهر أيضا الموآبيين وجعلهم يرقدون على الأرض في صفوف متراصة، وقاسهم بالحبل. فكان يقتل صفين ويستبقي صفا. فأصبح الموآبيين عبيدا لداود يدفعون له الجزية»،» كما ورد أيضا عن النبي سليمان:«فكانت هذه الممالك تقدم له "سليمان" الجزية وتخضع له كل أيام حياته.»»

## أول عهد ذمة مع المسلمين
أول عهد استعمل فيه المسلمون كلمة (الذمة) هو عهد رسول الله إلى نصارى أهل نجران، فقد كتب لهم:
ونجد مثل ذلك النص في كتاب خالد بن الوليد إلى أهل الحيرة وقد أقره الخليفة عمر بن الخطاب، واعتبره الفقهاء - بتعبير الإمام القاضي أبي يوسف صاحب أبي حنيفة - نافذا على ما أنفذه عمر إلى يوم القيامة.
فالذمة هي ذمة الله ورسوله، وليست ذمة أحد من الناس. بقاؤها لضمان الحقوق لا إهدارها، ولاحترام الدين المخالف للإسلام لا لإهانته، ولإقرار أهل الأديان على أديانهم ونظمها لا لحملهم على الزهد فيها أو الرجوع عنها. ومع ذلك فهي عقد لا وضع.

## حساسية الاسم
ويثار من حين لآخر اعتراض بعض المسيحيين على هذا الاسم «أهل الذمة» ويعتبرونه انتقاصا منهم، وهنا نرى رد عالم من علماء المسلمين وهو الشيخ يوسف القرضاوي حيث يقول: «يجب أن نراعي هنا مقاصد الشارع الحكيم، وننظر إلى النصوص الجزئية في ضوء المقاصد الكلية، ونربط النصوص بعضها ببعض، وها هو القرآن يقول: ﴿لَا يَنْهَاكُمُ اللَّهُ عَنِ الَّذِينَ لَمْ يُقَاتِلُوكُمْ فِي الدِّينِ وَلَمْ يُخْرِجُوكُمْ مِنْ دِيَارِكُمْ أَنْ تَبَرُّوهُمْ وَتُقْسِطُوا إِلَيْهِمْ إِنَّ اللَّهَ يُحِبُّ الْمُقْسِطِينَ ۝٨﴾ [الممتحنة:8]. فهذا هو الأصل، وهو الدستور. إذا وجدنا أهل الذمة اليوم يتأذون من هذه الكلمة (أهل الذمة). ويقولون: لا نريد أن نسمى أهل الذمة، بل نريد أن نسمى (مواطنين). فبماذا نجيبهم؟ وجوابنا: أن الفقهاء المسلمين جميعا قالوا: إن أهل الذمة من أهل دار الإسلام، ومعنى ذلك بالتعبير الحديث أنهم: (مواطنون)، فلماذا لا نتنازل عن هذه الكلمة (أهل الذمة) التي تسوءهم، ونقول: هم (مواطنون)، في حين أن عمر تنازل عما هو أهم من كلمة الذمة؟! تنازل عن كلمة (الجزية) المذكورة في القرآن، حينما جاءه عرب بني تغلب، وقالوا له: نحن قوم عرب نأنف من كلمة الجزية، فخذ منا ما تأخذ باسم الصدقة ولو مضاعفة، فنحن مستعدون لذلك. فتردد عمر في البداية. ثم قال له أصحابه: هؤلاء قوم ذوو بأس، ولو تركناهم لالتحقوا بالروم، وكانوا ضررا علينا، فقبل منهم وقال: هؤلاء القوم حمقى، رضوا المعنى وأبوا الاسم»

## وصلات خارجية
- أحكام أهل الذمة من الشبكة الإسلامية.
- نظام أهل الذمة. رؤية إسلامية معاصرة من موقع إسلام أونلاين